# William Caslon
William Caslon (1692-1766), est un fondeur de caractères anglais.
D'abord graveur d'armes, il perfectionna son art en devenant graveur de caractères et affranchit l'Angleterre de l'obligation de tirer ses caractères des polices de la Hollande. Il fondit en 1700 les types arabes du Nouveau Testament et des Psaumes à l'usage des églises d'Orient et, en 1722, les beaux caractères anglais qui servirent à l'impression des œuvres de Selden.
Il est le créateur de la police de caractères Caslon, très utilisée au XVIIIe siècle dans les documents officiels en Angleterre et aux États-Unis (Déclaration d'indépendance des États-Unis, par exemple). Fort du succès de ses premiers travaux de gravure, il ouvre une fonderie qui sera reprise par son fils à sa mort.

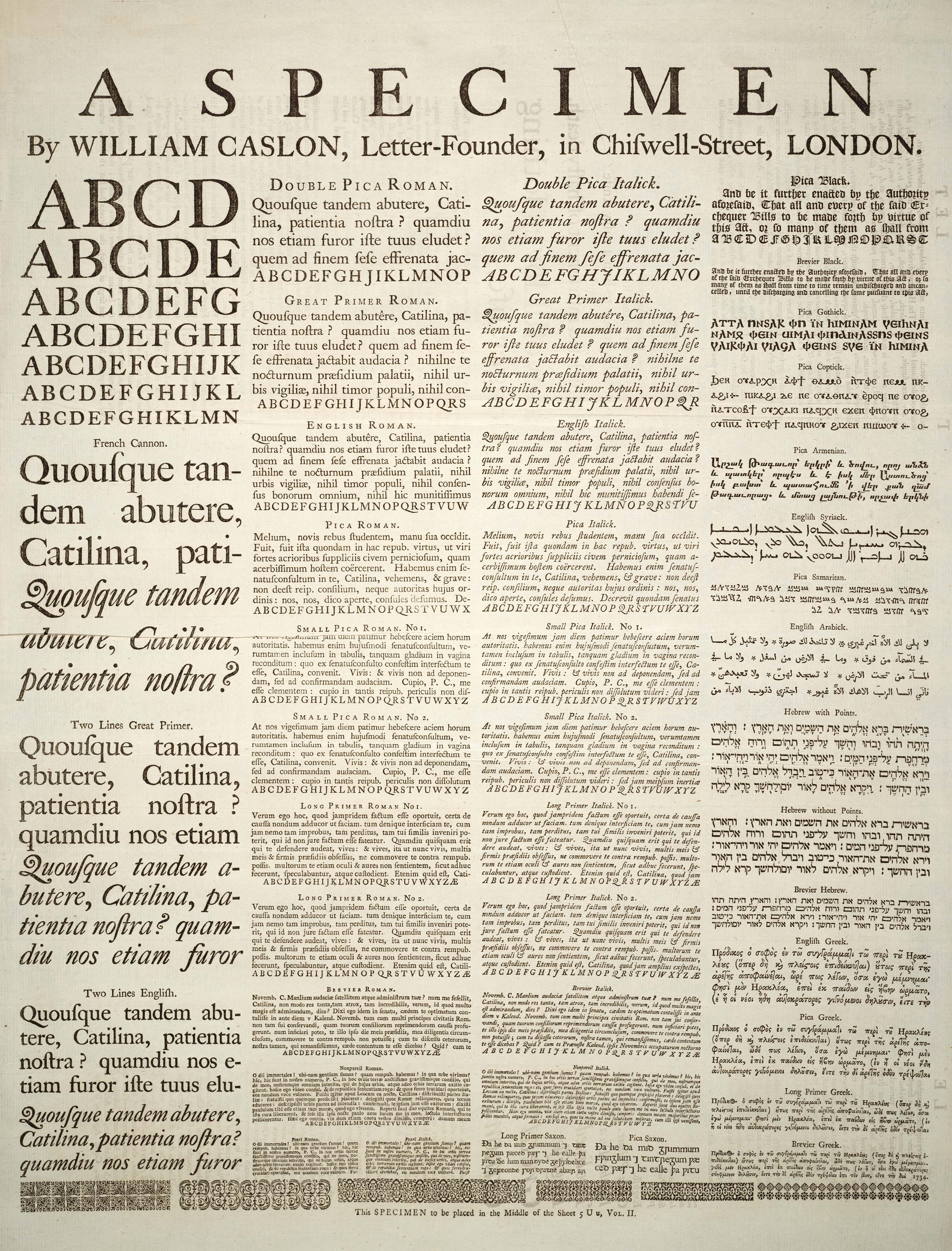